# Martinsburg (Misuri)
Martinsburg es un pueblo ubicado en el condado de Audrain en el estado estadounidense de Misuri. En el Censo de 2010 tenía una población de 304 habitantes y una densidad poblacional de 439,61 personas por km².

## Geografía
Martinsburg se encuentra ubicado en las coordenadas 39°6′4″N 91°38′51″O / 39.10111, -91.64750. Según la Oficina del Censo de los Estados Unidos, Martinsburg tiene una superficie total de 0.69 km², de la cual 0.69 km² corresponden a tierra firme y (0%) 0 km² es agua.

## Demografía
Según el censo de 2010, había 304 personas residiendo en Martinsburg. La densidad de población era de 439,61 hab./km². De los 304 habitantes, Martinsburg estaba compuesto por el 98.03% blancos, el 0.99% eran afroamericanos, el 0% eran amerindios, el 0.33% eran asiáticos, el 0% eran isleños del Pacífico, el 0.33% eran de otras razas y el 0.33% pertenecían a dos o más razas. Del total de la población el 1.32% eran hispanos o latinos de cualquier raza.